# Max-Planck-Institut für biologische Intelligenz
Das Max-Planck-Institut für biologische Intelligenz (MPI-BI) ist eine außeruniversitäre Forschungseinrichtung unter der Trägerschaft der Max-Planck-Gesellschaft (MPG), an der Grundlagenforschung zu Themen der Verhaltensökologie, Evolutionsbiologie und Neurowissenschaften betrieben wird. Nach einem Gründungsjahr 2022 wurde das Institut rechtlich zum 1. Januar 2023 gegründet. An dem internationalen Forschungsinstitut wird untersucht, wie tierische Lebewesen Wissen über ihre Umwelt erwerben, speichern, anwenden und weitergeben, um immer neue Problemlösungen zu finden und sich an eine sich ständig verändernde Umwelt anzupassen. Zu den Modellorganismen gehören Drosophila, Zebrafische, Mäuse und verschiedene Vogelarten.

## Struktur und Geschichte
Das Institut mit rund 500 Mitarbeitenden aus über 50 Nationen wird vom Direktoren-Kollegium geleitet, wobei einer der Direktoren jeweils für einen bestimmten Zeitraum die Position als geschäftsführender Direktor einnimmt. Mit Stand Mai 2024 ist Manfred Gahr der geschäftsführende Direktor des Instituts.
Das MPI-BI ist mit allen Gruppen und Mitarbeitenden aus dem Max-Planck-Institut für Neurobiologie und dem Max-Planck-Institut für Ornithologie hervorgegangen. Die Vorgängerinstitute wurden zum 1. Januar 2023 geschlossen.

## Campus
Das Institut hat zwei Standorte: Am naturnahen Campus Seewiesen in der Gemeinde Pöcking bei Starnberg wird Feldforschung mit modernen Methoden der Verhaltensbiologie kombiniert, am Campus in Martinsried, einem Ortsteil der Gemeinde Planegg im Südwesten von München, findet derzeit überwiegend neurowissenschaftliche Forschung statt. Dabei werden Laborexperimente in der Regel mit modernsten Methoden wie beispielsweise der Optogenetik, Konnektomik oder maschinellem Lernen verbunden.

## Wissenschaftliche Schwerpunkte
Wissenschaftliche Arbeiten am Max-Planck-Institut für biologische Intelligenz sind thematisch in sieben Forschungsabteilungen und 17 unabhängige Forschungsgruppen unterteilt. Die vielen inhaltlichen Schnittstellen zwischen den einzelnen Gruppen führen zu einem regen Austausch und zahlreichen Kooperationen innerhalb des Instituts. 
Biologische Intelligenz beschreibt die Fähigkeit, komplexe Ziele zu erreichen. Dies geschieht bei tierischen Organismen zum Beispiel über Rechnen, Planen und Entscheiden – als Individuen oder in Gruppen. Die Gehirne und das damit verknüpfte Verhalten, das wir heute beobachten können, sind das Ergebnis der Evolution durch eine erfolgreiche Anpassung an gemeisterte Herausforderungen.
Ziel der Forschung am MPI-BI ist es, die Mechanismen der biologischen Intelligenz auf ihren verschiedenen Ebenen zu entschlüsseln. Dabei reichen die Ansätze von der Erforschung molekularer Wechselwirkungen bis hin zur Untersuchung ganzer Individuen und Gruppen. Ein besonderes Augenmerk richtet sich auf tierisches Verhalten in seiner natürlichen Umgebung, da die Anpassung biologischer Systeme im Einklang mit ihrer Umwelt geschieht. Die Untersuchung des Gehirns in seiner natürlichen Umwelt gibt daher unter anderem Aufschluss darüber, wie Organismen miteinander kommunizieren und ihre Umwelt verändern, oder wie soziale Interaktionen zur Bildung von differenzierten Gesellschaften führen. 

### Abteilungen
- Abteilung Gene – Schaltkreise – Verhalten, Leitung Herwig Baier
- Abteilung Evolution Sensorischer und Physiologischer Systeme, Leitung Maude Baldwin
- Abteilung Synapsen – Schaltkreise – Plastizität, Leitung Tobias Bonhoeffer
- Abteilung Schaltkreise – Information – Modelle, Leitung Alexander Borst
- Abteilung Elektronen – Photonen – Neuronen, Leitung Winfried Denk
- Abteilung Verhaltensneurobiologie, Leitung Manfred Gahr
- Abteilung Ornithologie, Leitung Bart Kempenaers
- Abteilung Moleküle – Signale – Entwicklung, Leitung Rüdiger Klein